# Тантрический монастырь Владыки Зонкавы
Тантрический монастырь Владыки Зонкавы (калм. Зунква Гегән Үндсни Киид) — буддийский монастырь, находящийся в Городовиковске, Калмыкия. Монастырь является первым в Европе буддийским тантрическим монастырём и освящён в честь буддийского проповедника и ламы Зонкавы.

## История
Строительство монастыря по проекту буддийского монаха Тубтена Тинлея началось летом 2005 года. Монастырь открыт 15 июня 2008 года во время священного месяца Ур Сар. В монастыре хранятся буддийские реликвии — кусочек черепа ламы Цонкапы и мощи известных лам в форме белых шариков.
Монастырь имеет три уровня. На первом уровне находится молельный зал, вмещающий 150 человек. На втором уровне находятся комнаты для Далай-ламы и Шаджин-ламы Калмыкии. На третьем уровне расположена комната для ретрита.

## Источник
- Хальмг унн, 1.08.2006